# Nikołaj Czeriepnin
Nikołaj Nikołajewicz Czeriepnin (ros. Николай Николаевич Черепнин, ur. 3 maja?/15 maja 1873 w Petersburgu, zm. 26 czerwca 1945 w Issy-les-Moulineaux k. Paryża)  – rosyjski kompozytor, dyrygent i pedagog.

## Życiorys
Był protoplastą muzycznego rodu Czeriepninów. Jego syn Aleksandr był kompozytorem i pianistą, wnukowie Siergiej i Iwan to również kompozytorzy, podobnie jak dwaj jego prawnukowie (synowie Iwana) – Siergiej i Stefan . 
Był uczniem Nikołaja Rimskiego-Korsakowa w Konserwatorium Petersburskim. W latach 1909–1914 współpracował jako dyrygent z baletem Siergieja Diagilewa. W latach 1918–1921 był dyrektorem konserwatorium w Tbilisi, w roku 1921 osiadł w Paryżu. Komponował głównie opery i balety, w roku 1923 dokończył operę Modesta Musorgskiego Jarmark soroczyński  .
Był przede wszystkim doskonałym orkiestratorem, jego technika orkiestracji ukierunkowana na manipulację subtelnymi odcieniami barw ujawnia zarówno wpływy Rimskiego-Korsakowa jak i francuskich impresjonistów .

## Wybrane kompozycje
(na podstawie materiałów źródłowych  )

### Opery
- Swat (1930)
- Wańka (1933)

### Balety
- Le Pavillon d'Armide (1907)
- Narcisse et Echo (1911)
- The Masque of the Red Death (1915)
- Dionysus (1922)
- A Magical Russian Fairytale (1923)
- The Romance of the Mummy (1924)

### Utwory orkiestrowe
- La princesse lointaine, preludium do sztuki Edmonda Rostanda pod tym samym tytułem, op. 4 (1896)
- Koncert fortepianowy cis-moll, op. 30 (1905)
- Maria Moriewna, poemat symfoniczny (1909)
- Le royaume enchanté (1910)

### Utwory kameralne
- Poemat liryczny na kwartet smyczkowy (1898)
- Melodia na skrzypce i fortepian (1902)
- 5 utworów na fortepian (1904)
- 6 utworów na 4 waltornie (1910)
- The Alphabet in Pictures na fortepian (1910)
- Cadence fantastique na skrzypce i fortepian (1915)

### Instrumentacje i dokończenia
- Jarmark soroczyński, opera Modesta Musorgskiego (1923)